# Педро де Мендоса
Педро де Мендоса і Лухан (ісп. Pedro de Mendoza y Luján, 1487 — 23 червня 1537) — італійсько-іспанський мореплавець, конкістадор та дослідник нових земель, губернатор території Нова Андалусія.
Мендоса походив із заможної сім'ї, що жила в Альмерії. Він воював в Італії, був присутній при дворі короля Карла V Габсбурга і організував добре оснащену експедицію з одинадцяти кораблів до Південної Америки. Після зупинки в бухті Ріо-де-Жанейро він досяг гирла Ла-Плати, де в 1536 році заснував колонію Буенос-Айрес. Деякі жителі колонії пізніше проникли углиб континенту по річках Парана і Парагвай і заснували селище Асунсьйон. Під тиском численних нападів місцевих індіанців на Буенос-Айрес Мендоса вирішив покинути Південну Америку і повернутися до Іспанії, проте помер у дорозі додому.